# マリア・ブリンク
マリア・ブリンク（Maria Brink、1977年12月18日 - ）は、アメリカの女性ヘヴィメタル・ミュージシャン。オルタナティヴ・メタル・バンド、イン・ディス・モーメントのボーカリストとして知られる。

## 略歴
ニューヨーク州で生まれ、幼い頃に父親が家を出ている。母親からブラック・サバス、パティ・スミス、ローリング・ストーンズなどのバンドやアーティストを紹介され、5歳の時にパフォーマンスに興味を持つようになった。
最初に在籍したバンドは、ニューヨーク州オールバニを拠点とするパルスというバンドで、その後にカリフォルニア州に移住した。2002年、25歳の時、一緒に活動するバンドを見つけるためにロサンゼルスに移住した。バンドを見つける前は、店舗で働いたり、コーヒーショップやバーで歌ったりしていた。2004年、彼女はオーディションでクリス・ハワースと出会った
。当初、ハワースは女性であることを理由にブリンクを拒絶した。2週間後にハワースは謝罪し、ブリンクをボーカルとして雇った。彼らはドラマーのジェフ・ファブと共にダイイング・スターというバンドを結成した。その後、ギタリストのブレイク・バンゼルとベーシストのジョシュ・ニューウェルが加わった。まもなく、バンド名はイン・ディス・モーメントに改名した。
2007年3月20日にイン・ディス・モーメントとしてデビュー・アルバム『Beautiful Tragedy』をリリースした。

## 私生活
15歳のとき、ブリンクは息子ダヴィオンを出産した。ブリンクは自分と息子を養うために働き、母親が薬物中毒を克服するのを手伝った。彼女はまた、菜食主義者であり、「動物の倫理的扱いを求める人々の会」に積極的に参加している。「マリア・ブリンクのワンダーランド」という別名で活動するアーティスト/画家志望でもある。ブリンクはデビルドライバーのベーシスト、ジョナサン・ミラーと交際していた。2020年にデッドのボーカリスト、ジョー・コテラとの交際が報じられた

## 影響
好きなバンドとしてデフトーンズ、パンテラ、M83を挙げている。彼女はボーカリストのサラ・マクラクランとフィル・アンセルモに影響を受けた。音楽以外では、ブリンクは最も影響を受けた女性としてエリザベス1世、マザー・テレサ、ジャンヌ・ダルク、そして2人の母親を挙げている。

## ディスコグラフィー

### フィーチャリング
- "Here's to Us" (Guest Version) – ヘイルストーム[17]
- "Heaven's a Lie" – マンティス[18]
- "Anywhere But Here" – ファイヴ・フィンガー・デス・パンチ[19]
- "Big Mouth" – レッド・ドラゴン・カーテル[20]
- "Contemptress" – モーションレス・イン・ホワイト[21]
- "Gravity" – パパ・ローチ[22]
- "Criminal Conversations" – P.O.D.[23]
- "New Devil" – アスキング・アレクサンドリア[24]